# Radiochirurgia stereotassica

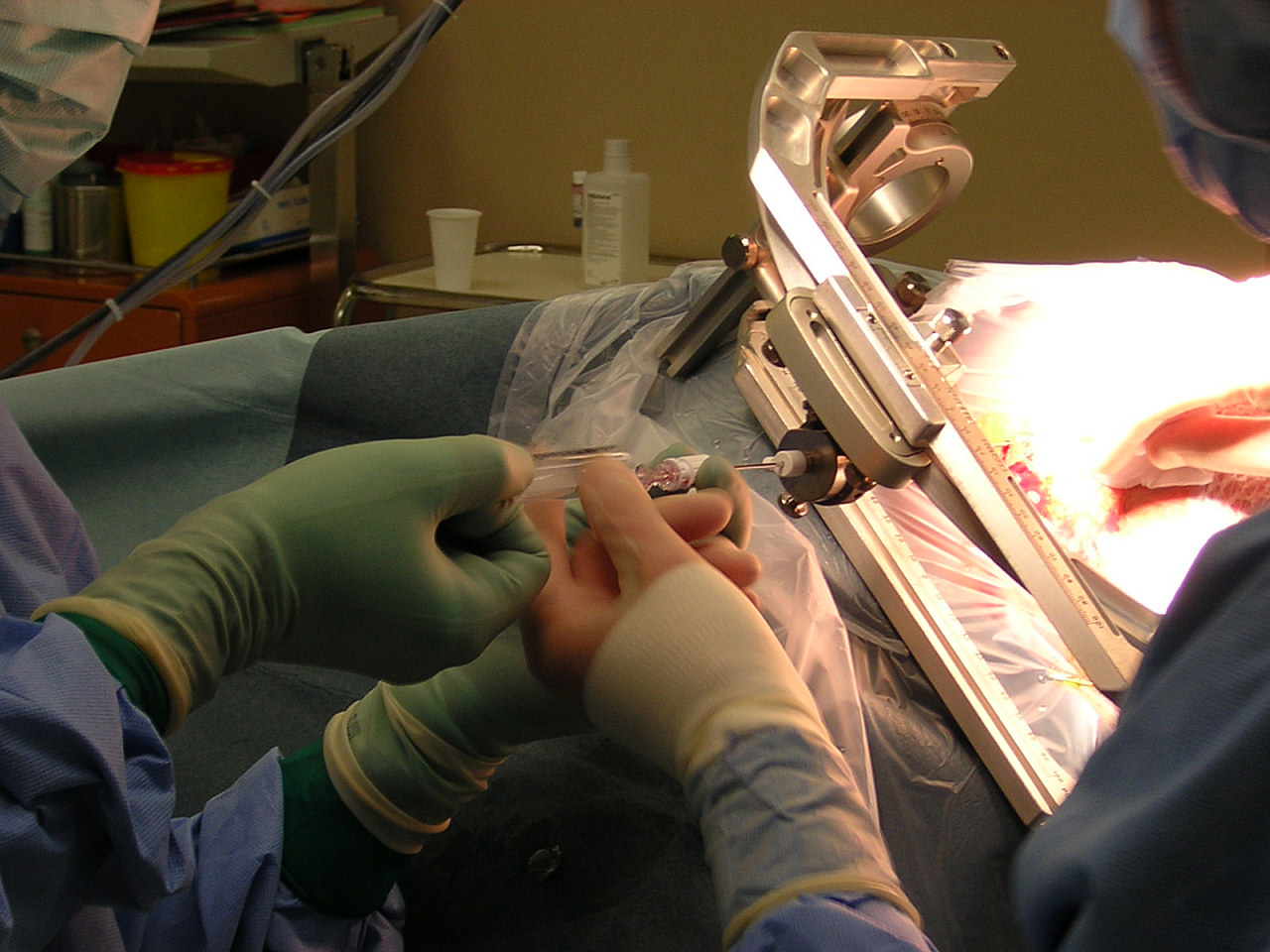
Intervento di biopsia cerebrale stereotassica

La radiochirurgia stereotassica, anche detta radiochirurgia, è una metodica di trattamento dei tumori, tramite irradiazione con radiazioni ionizzanti e con computer treatment planning system 3D apposito. È un intervento chirurgico che utilizza radiazioni, cioè la distruzione di aree esattamente selezionate di tessuto utilizzando radiazioni ionizzanti piuttosto che l’escissione con una lama. Come altre forme di radioterapia, viene usata solitamente per il trattamento dei tumori.
Un approccio simile lo si ha anche per lesioni non tumorali come nel caso delle Malformazioni Vascolari Cerebrali (MAV), utilizzando l'effetto sclerotizzante e occludente delle radiazioni ionizzanti sui vasi sanguigni.
La tecnica di radiochirurgia stereotassica permette di indirizzare in una singola frazione una dose elevata di radiazioni ionizzanti direttamente sul bersaglio; (alternativa alla chirurgia). La radiochirurgia è stata originariamente definita dal neurochirurgo svedese Lars Leksell come "una singola frazione di radiazione ad alta dose, stereotatticamente indirizzata a una regione intracranica di interesse". Nella radioterapia stereotattica (SRS), la parola "stereotattica" si riferisce ad un sistema di coordinate tridimensionale che consente una correlazione accurata di un obiettivo virtuale con la posizione effettiva del paziente. Questo avviene prendendo a riferimento precedenti immagini diagnostiche del paziente. Quando usata al di fuori del SNC può essere chiamata terapia radioterapia stereotassica (SBRT) o radioterapia ablativa stereotattica (SABR).
I miglioramenti tecnologici dell'immagine medica e del calcolo hanno portato ad una maggiore adozione della pratica clinica della radiochirurgia stereotattica e hanno ampliato il suo campo di applicazione nel ventunesimo secolo. La precisione del trattamento e l’accuratezza della localizzazione, che sono implicite nella parola "stereotattica", rimangono di massima importanza per gli interventi radiochirurgici. 
L'accuratezza e la precisione stereotattica sono notevolmente aumentate utilizzando un dispositivo denominato N-localizer. È stato inventato dal medico e informatico americano Russell Brown, ed è diventato ampiamente utilizzato in diversi sistemi stereotassici chirurgici e radiochirurgici.
Vi è anche la radioterapia stereotassica frazionata (FSR), eseguita solitamente in 2 - 3 sedute. Nel ventunesimo secolo il concetto originale di radioterapia è stato sviluppato fino a comprendere trattamenti che prevedono un massimo di cinque frazioni. Tale approccio di frazionamento nell'erogazione di dose radiante prende il nome, come riportato sopra, di “radioterapia stereotassica frazionata” (FSR). La radiochirurgia stereotattica è stata ridefinita come una disciplina neurochirurgica distinta che utilizza radiazioni ionizzanti esternamente generate per inattivare o eliminare obiettivi definiti, tipicamente nella testa o nella colonna vertebrale, senza la necessità di un'incisione chirurgica. Indipendentemente dalle somiglianze tra i concetti di radioterapia stereotattica e la radioterapia frazionata, l'intento di entrambi gli approcci è fondamentalmente diverso, sebbene entrambe le modalità di trattamento abbiano risultati identici per alcune indicazioni. Lo scopo della radiochirurgia stereotassica è quello di distruggere il tessuto bersaglio pur conservando il tessuto normale adiacente, mentre la radioterapia frazionata si basa su una diversa sensibilità alla dose totale di radiazioni accumulata del bersaglio e del tessuto normale circostante. Storicamente, il campo della radioterapia frazionata si è evoluto dal concetto originale di radiochirurgia stereotassica dopo la scoperta dei principi cardine della radiobiologia: riparazione, riassortimento, ripopolamento e reossigenazione. Oggi, la radiochirurgia è complementare alla radioterapia frazionata, poiché i tumori che possono essere resistenti a quest'ultima potrebbero invece rispondere bene alla radiochirurgia, e viceversa i tumori troppo grandi o troppo vicini agli organi critici per la radiochirurgia possono essere candidati idonei per la radioterapia frazionata

## Storia
La radiochirurgia stereotassica è stata introdotta nel 1950 circa, dal neurochirurgo svedese Lars Leksell (1907-1986), per trattare piccoli bersagli nel cervello che non erano suscettibili di intervento chirurgico convenzionale. Lo strumento stereotassico iniziale concepì l’utilizzo di sonde ed elettrodi. Il primo tentativo di soppiantare gli elettrodi con radiazioni è stato effettuato nei primi anni cinquanta, con i raggi x. Il principio di questo strumento era quello di colpire l'obiettivo intra-cranico con fasci stretti di radiazioni da più direzioni. I percorsi del fascio convergono nel volume di destinazione, fornendo una dose letale cumulativa di radiazioni, limitando la dose al tessuto sano adiacente. Dieci anni dopo sono stati compiuti notevoli progressi, dovuti in gran parte al contributo dei fisici Kurt Liden e Börje Larsson. A questo punto, i fasci protonici stereotassici avevano sostituirono i raggi x. il fascio di particelle pesanti si presentò come un ottimo sostituto per il coltello chirurgico, ma il sincrotrone era troppo ingombrante. Leksell ha sviluppato uno strumento pratico, compatto, preciso e semplice che poteva essere gestito dal chirurgo stesso. Nel 1968 fu presentato il Gamma Knife, installato presso l'Istituto Karolinska ed è composto da diverse fonti radioattive di cobalto-60 disposte in una sorta di casco con canali centrali per l’irradiazione con raggi gamma. Questo prototipo è stato progettato per produrre lesioni radiali simili a fenditure per procedure neurochirurgiche funzionali per il trattamento di dolori, disturbi del movimento o disturbi comportamentali che non hanno risposto al trattamento convenzionale. Il successo di questa prima unità ha portato alla costruzione di un secondo dispositivo contenente 179 fonti di cobalto-60. Questa seconda unità Gamma Knife è stata progettata per produrre lesioni sferiche per il trattamento di tumori cerebrali e malformazioni arteriovenose intracraniche (MAV). Negli anni '80 la terza e la quarta unità (con 201 fonti cobalto-60) furono installate a Buenos Aires, Argentina e Sheffield, Inghilterra. Il quinto Gamma Knife è stato installato presso l'Università di Pittsburgh Medical Center a Pittsburgh nel 1987. 
Parallelamente a questi sviluppi, un approccio simile è stato progettato per l’acceleratore di particelle lineari o Linac. L'installazione del primo acceleratore lineare clinico  (con energia di 4 MeV) ha avuto inizio nel giugno del 1952 nell'unità di ricerca radioterapica (MRC) presso l'Hammersmith Hospital di Londra. Il sistema è stato consegnato alla fisica per dei test nel febbraio 1953 e ha cominciato a curare i pazienti il 7 settembre di quell'anno. Nel frattempo, il lavoro presso lo Stanford Microwave Laboratory ha portato allo sviluppo di un acceleratore a 6 MV, installato nel 1956 presso l'Università Stanford University, California.  Le unità Linac sono diventate rapidamente dispositivi preferenziali per la radioterapia frazionata convenzionale, ma durò fino agli anni 80, prima che la radiochirurgia dedicata Linac diventasse realtà. Nel 1982, il neurochirurgo spagnolo J. Barcia-Salorio ha cominciato a valutare il ruolo della radiochirurgia con fotoni o cobalto-60 per il trattamento di MAV ed epilessia. Nel novembre 1982 all'ospedale civile di Vicenza fu realizzato dal neurochirurgo Federico Colombo su progetto del fisico Renzo Carlo Avanzo quello che probabilmente fu il primo trattamento con più piani non coplanari fatto con un acceleratore lineare, un Varian da 4 MV, che realizzava una distribuzione di dose analoga a quella del Gammaknife. Per raggiungere una precisione adeguata veniva usato un casco stereotassico fissato con viti al cranio del paziente, non essendo ancora possibili controlli computerizzati della posizione del fascio radiante in tempo reale sul bersaglio con controllo radiologico. Il lavoro relativo fu presentato nel 1983 e pubblicato, dopo più revisioni richieste dai peer review, nel 1985. Nel 1984, Betti e Derechinsky descrivevano un sistema radiochirurgico basato su Linac. Winston e Lutz hanno ulteriormente sviluppato le tecnologie radiochirurgiche basate su Linac incorporando un dispositivo di posizionamento stereotassico e un metodo per misurare l'accuratezza di vari componenti. 
Utilizzando un Linac modificato, il primo paziente negli Stati Uniti è stato curato a Boston Brigham e all'ospedale femminile nel febbraio 1986. Oggi i programmi di radiochirurgia Gamma Knife e Linac sono commercializzati in tutto il mondo. Mentre il Gamma Knife è dedicato alla radiochirurgia, la maggior parte dei Linac sono costruiti per la radioterapia frazionata convenzionale e richiedono tecnologie e competenze aggiuntive per diventare strumenti radiochirurgici dedicati. Un esempio di radiochirurgia Linac dedicato è il CyberKnife, un Linac compatto montato su un braccio robotico che si muove intorno al paziente e irradia il tumore da un grande insieme di posizioni fisse, imitando così il concetto Gamma Knife.

## Principio
L'apparecchio utilizzato è in grado di produrre una radiazione molto concentrata, perciò la metodica viene anche chiamata Gamma Knife, cioè "coltello ai raggi gamma". Il principio fondamentale della radioterapia è quello della ionizzazione selettiva del tessuto, mediante fasci di radiazioni ad alta energia. La ionizzazione è la produzione di ioni e radicali liberi che sono di solito deleteri alle cellule. Questi ioni e radicali, che possono essere formati dall'acqua nella cellula o nei materiali biologici, possono produrre danni irreparabili al DNA, alle proteine e ai lipidi, causando la morte della cellula. Così l'inattivazione biologica viene effettuata in un volume di tessuto da trattare, con un preciso effetto distruttivo. La dose di radiazione è di solito misurata in Gray (un Gray è l'assorbimento di un joule di energia per chilogrammo di massa). Un'unità che tenta di prendere in considerazione sia i diversi organi irradiati che il tipo di radiazione è il Sievert (Sv), la quale descrive sia la quantità di energia depositata che l'efficacia biologica. La metodica radiochirurgica stereotassica ha lo scopo di limitare il danno ai tessuti limitrofi e di ridurre al minimo gli effetti collaterali. 
In alcuni casi si attua dopo la radioterapia esterna oppure per il trattamento di tumori poco voluminosi che non possono essere rimossi chirurgicamente (sostitutiva alla chirurgia).

### Tipi di sorgente di radiazione
L'apparecchio utilizzato è in grado di produrre una radiazione molto concentrata, perciò la metodica viene anche chiamata Gamma Knife, cioè "coltello ai raggi gamma".
Oltre alla Gamma Knife si utilizza anche un sistema che su un acceleratore lineare impiega un apparecchio di collimazione multilamellare dinamico, mentre le più recenti evoluzioni hanno portato alla radioterapia robotica.
La radiochirurgia stereotassica viene talvolta confusa con la radioterapia intraoperatoria. La scelta del tipo appropriato di radiazioni e dispositivo (Gamma Knife, Linac o Cyber Knife) dipende da molti fattori tra cui il tipo di lesione, la dimensione e la posizione in relazione alle strutture critiche. I dati suggeriscono che risultati clinici simili sono possibili con tutte le diverse tecniche. Più importante del dispositivo utilizzato sono le questioni relative a indicazioni per il trattamento, la dose totale consegnata, la frazionamento e la conformità del piano di trattamento.

## Effetti collaterali
La radiochirurgia stereotossica può indurre la necrosi dei tessuti, che è complesso distinguere dalla progressione della malattia tumorale perché i due tessuti presentano caratteristiche radiologiche simili. L'intelligenza artificiale ha il potenziale per fornire uno strumento diagnostico più accurato, potenzialmente in grado di ridurre la necessità di procedure bioptiche o chirurgiche esplorativo.